# Homecoming (Buffy the Vampire Slayer)
Homecoming es el quinto episodio de la tercera temporada de Buffy the Vampire Slayer.

## Argumento
Cordelia (Charisma Carpenter) planea su campaña para ser conseguir ser reina del baile. Scott (Fab Filippo) invita a Buffy. Esta le dice a Ángel (David Boreanaz) en la Mansión que está saliendo con un chico, pero Scott en el instituto rompe con Buffy. Dos hombres la están vigilando y transmiten la información a Mr. Trick (K. Todd Freeman).
En el ayuntamiento, el alcalde Richard Wilkins III (Harry Groener) averigua gracias a su ayudante que dos delincuentes alemanes, Frederick (Jermyn Daube) y Hans Gruenshtahler (Joseph Daube), están actuando en Sunnydale. En el instituto, Buffy y Faith (Eliza Dushku) planean ir al baile juntas. Los alumnos posan para las fotos del anuario. Buffy no aparece y Cordelia va a buscarla, pero se entretiene con unos alumnos a los que quiere impresionar. Buffy habla con una de las profesoras, Mrs. Moran (Jennifer Hetrick), pues necesita una recomendación para Snyder, pero esta no la recuerda y más tarde se entera de que en el anuario no aparecerá su foto. Acaba discutiendo con Cordelia por no haberle avisado y decide presentarse a reina del baile como venganza.
Mr. Trick ha reunido a un grupo de cazadores en una mansión para el Festival de Cazadoras '98: Frawley (Billy Madox), un cazador humano con rifle y trampas para osos; Lyle y Candy Gorch (Lee Everett), dos vampiros recién casados; Frederick y Hans Gruenshtahler, los hermanos alemanes que han estado vigilando a los chicos; y Kulak (Chad Stahelski), un amarillo y flacucho demonio que guarda hojas de sierra en sus antebrazos.
En el hogar de los Rosenberg, Xander (Nicholas Brendon) ayuda a Willow (Alyson Hannigan) a elegir un vestido. Cuando éste intenta darle una clase de baile, acaban besándose. Buffy descubre que está sola en la campaña, pues todos están ayudando a Cordelia. Una limusina recogerá primero a Faith, luego a Buffy y después al resto del grupo. Mientras ,los alemanes oyen esta conversación.
La rivalidad por ser reina desespera al grupo. Esa noche, el vehículo recoge a Buffy como estaba previsto, pero esta se sorprende al ver a Cordelia en lugar de encontrarse con Faith. El conductor se detiene en el bosque. Cuando bajan, Mr. Trick les da la bienvenida al Festival de Cazadoras '98. Empieza la cacería y el primero en aparecer es Frawley. Cuando se refugian en una cabaña, son atacadas. Cordelia consigue dejar un mensaje en el teléfono de la biblioteca mientras los alemanes se aproximan. Kulak entra en la cabaña y ataca a Buffy, pero logran escapar de los explosivos, que acaban con Kulak. En la biblioteca les espera la pareja de vampiros y Cordelia acaba con la mujer con una espátula, haciendo huir luego a su marido, intimidándolo para que crea que ella es Faith. Buffy y Cordelia descubren que llevaban unos dispositivos de localización en las flores de decoración y logran que los alemanes se disparen entre sí. 
Mr. Trick es conducido ante el alcalde, que necesita su ayuda.
En el baile, Cordelia y Buffy llegan para enterarse de que ninguna ganó: empataron las otras dos candidatas.

## Reparto

### Personajes principales
- Sarah Michelle Gellar como Buffy Summers.
- Nicholas Brendon como Xander Harris.
- Alyson Hannigan como Willow Rosenberg.
- Charisma Carpenter como Cordelia Chase.
- David Boreanaz como Angelus.
- Anthony Stewart Head como Rupert Giles

### Apariciones especiales
- K. Todd Freeman como Mr. Trick
- Jeremy Ratchford como Lyle Gorch.
- Fab Filippo como Scott Hope.
- Ian Abercrombie como German Boss.
- Harry Groener como Alcalde Richard Wilkins.
- Eliza Dushku como Faith Lehane.

### Personajes secundarios
- Danny Strong como Jonathan Levinson.
- Jack Plotnick como Oficial Allan Finch.
- Jason Hall como Devon MacLeish.
- Joseph Daube como Hans Gruenstahler.
- Jermyn Daube como Frederick Gruenstahler.
- Lee Everett como Candy Gorch.
- Tori McPetrie como Michelle Blake.
- Chad Stahelski como Kulak.

## Producción

### Música
- Fastball - «Fire escape»
- Four Star Mary - «She knows»
- Lisa Loeb - «How»
- Lori Carson - «Fell into loneliness»
- The Pinehurst Kids - «Jodie Foster»

## Continuidad
Aquí se presentan los hechos que o bien influyen en la tercera temporada exclusivamente, o bien que viniendo de episodios anteriores influyen en este. Y por último, acontecimientos que ocurren en estw episodio que influyen en las demás temporadas o en alguna otra temporada.

### Para la tercera temporada
- El Alcalde Richard Wilkins aparece por primera vez.
- El deseo de Buffy de un baile perfecto se cumplirá en El baile de fin de curso.
- Este episodio marca la segunda y final aparición de Lyle Gorch.

### Para todas o las demás temporadas
- Xander y Willow comienzan a explorar su atracción mutua.